# Chiesa di San Pietro Martire (Napoli)
La chiesa di San Pietro Martire è un luogo di culto cattolico monumentale di Napoli; è, per antonomasia, la Cappella dell'Università di Napoli Federico II (ma attualmente lo è la chiesa di San Giorgio dei Genovesi in via Medina). Confina con l'omonimo chiostro, oggi sede della facoltà di Lettere e Filosofia della medesima università.

## Storia
L'edificio venne fondato nel 1294 dagli Angioini e donato, dopo il completamento, ai Domenicani.
Un primo restauro si ebbe nel 1343 e nel 1347 Giovanni Capano realizzò il portale marmoreo; negli anni 1423 e 1456 la chiesa venne restaurata nuovamente in stile rinascimentale a causa di un incendio (1423) e di un terremoto (1456).
Dopo circa un secolo fu avviata la costruzione del chiostro e nel 1607 il frate-architetto domenicano Giuseppe Nuvolo restaurò un'ennesima volta il complesso con la creazione della cupola (1609) ad embrici maiolicati.
Tra il 1632 ed il 1633, sotto la direzione degli ingegneri Pietro De Marino e Natale Longo, furono realizzati l'attuale portale marmoreo e lo spazio antistante. A Natale Longo si deve il primitivo progetto del campanile, che invece venne realizzato, nel 1655, da Francesco Antonio Picchiatti, quest'ultimo attivo nel cantiere dopo l'estromissione dei due ingegneri.
Un secolo dopo, cioè nel 1755, fu aperta una nuova sessione di cantieri seguiti dal noto Giuseppe Astarita, mentre agli stucchi lavorò Giuseppe Scarola.
Nel XIX secolo si registrò la soppressione del monastero con riconversione in fabbrica di tabacchi ed infine in sede dell Facoltà di Lettere e Filosofia dell'Università degli Studi di Napoli Federico II.
Nel 1943 il complesso monastico fu danneggiato a causa dei bombardamenti, ma nel 1953 fu restaurato dall'ingegnere Luigi Cosenza e un ulteriore restauro avvenne tra il 1978 e il 1983 sotto la direzione dell'ingegnere De Stefano, che riportò alla luce il primitivo impianto rinascimentale.
Nel 2021 giunge al termine un lungo intervento di restauro, finanziato da fondi europei nell'ambito del "Progetto Unesco per il Centro Storico di Napoli".

## Descrizione

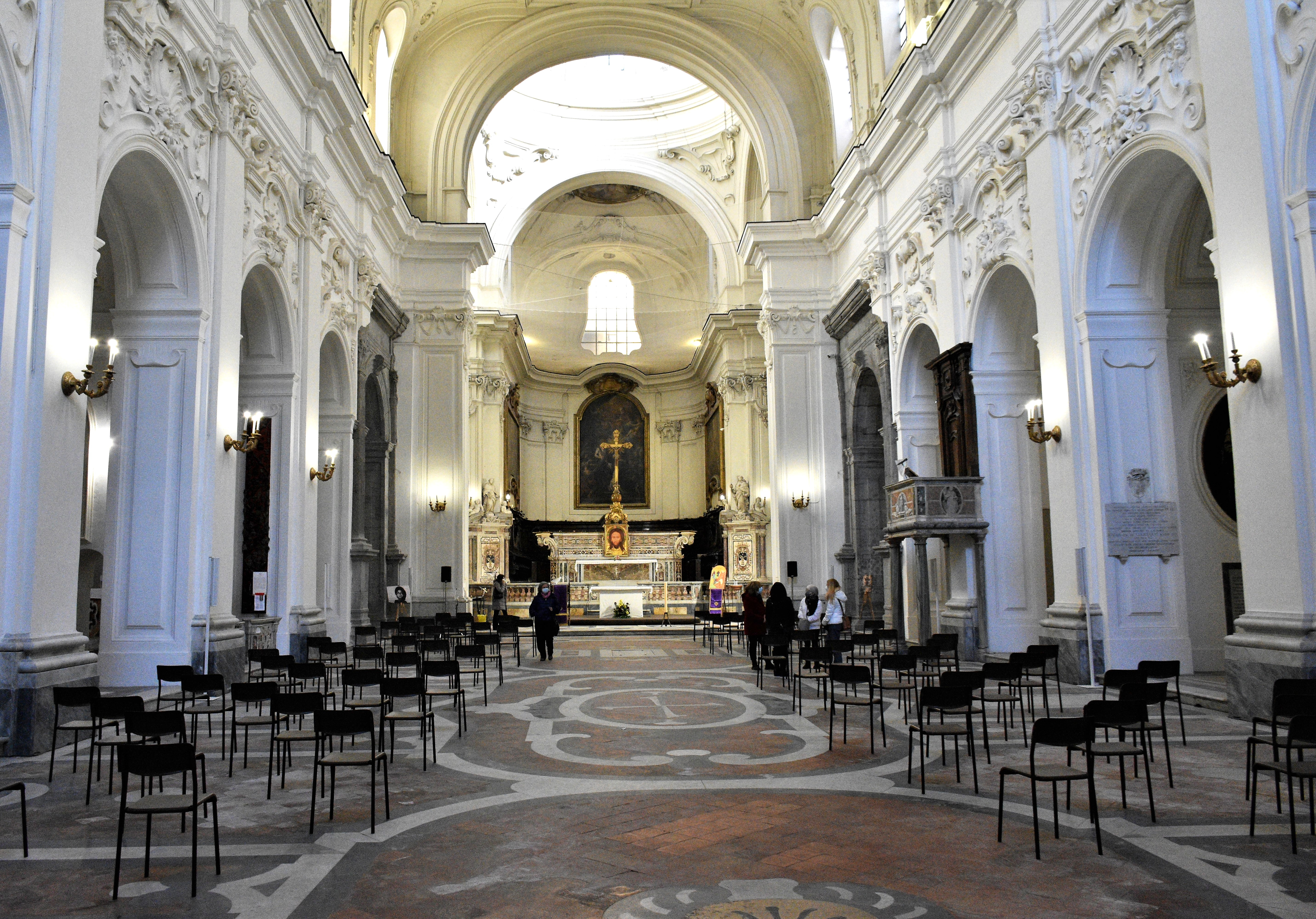
L'interno

La facciata, che si apre sull'antistante slargo progettato nel Seicento, presenta partizione su due registri: il primo è racchiuso da un ordine di lesene composite, mentre al centro c'è il portale marmoreo che sostituisce quello del XIV secolo; il registro superiore, al cui centro s'apre il finestrone polilobato, è ornato con una decorazione in stucco del XVIII secolo.
L'interno, a croce latina con sette cappelle per lato, è caratterizzato da stucchi settecenteschi che celano la struttura quattrocentesca. Tra le cappelle gentilizie vi è quella dei d'Alessandro del sedile di Porto, detta "cappella del Crocifisso" o di "S.Caterina da Siena", voluta dal I° barone di Cardito, Jacopo/Jacobuccio de Alexandro (n.inizi del 1400,+ 5 sett 1492). Costui fu Guardarobiere,Gran Cacciatore e Falconiere maggiore, Regio Camerario Commensale di re Ferdinando I d'Aragona.Furono di lui fratelli, il noto giurisperito-ambasciatore Antonio d'Alessandro e Pietro Cola, feudatario di Faicchio, che pure favorì la costruzione di detta cappella, che raccolse le salme di altri esponenti della famiglia d'Alessandro nel corso del XVI e XVII secolo. La cappella, su cui la famiglia godeva del diritto di "jus patronato", disponeva di "quattro statue di rilievo di legno dorate, cioè Christo nel mezzo di Maria, di San Gio.Evangelista, e della Madalena, le quali furono fatte da Gio. di Nola"(D'Engenio Caracciolo, Napoli Sacra, Napoli, 1623, p.460). Inoltre, sull'altare, all'interno di un tabernacolo seicentesco in marmi policromi e stucchi, è rimasto un "Crocifisso con ai piedi la Maddalena, tra le opere realizzate da Giovanni da Nola (circa del 1520). Il monumento sepolcrale, pure rimasto con l'effige scolpita del corpo in armatura del suddetto Jacobuccio e sue insegne gentilizie (leone rampante con banda di traverso sormontata da tre stelle ad otto punte), fu fatto realizzare nel 1493 dal di lui figlio Roberto.  
La decorazione settecentesca presenta elaborate composizioni di stampo barocco. Notevoli sono l'altare e la cona, entrambi realizzate da Salomone Rapi, mentre la balaustra è del Lazzari, autore di una decorazione marmorea in una cappella. Qui sono conservate opere di Jacopo della Pila, Fabrizio Santafede, Giovanni Bernardino Azzolino, Girolamo Imparato, Andrea Falcone, Francesco Solimena, Salvatore Pace, Giuseppe Marullo, Antonio Sarnelli, Girolamo Cenatiempo, Giacomo del Pò, Carlo Mercurio, Bartolomé Ordóñez, Giovanni da Nola, Giovanni e Pacio Bertini. Nell'abside si osservano tele ed affreschi di Giacinto Diano e Sebastiano Conca.
Interessanti inoltre le tavole di Buono de' Buoni (XV Secolo) e del figlio Silvestro Buono (1501), nella prima e nella quinta cappella.